# Мения

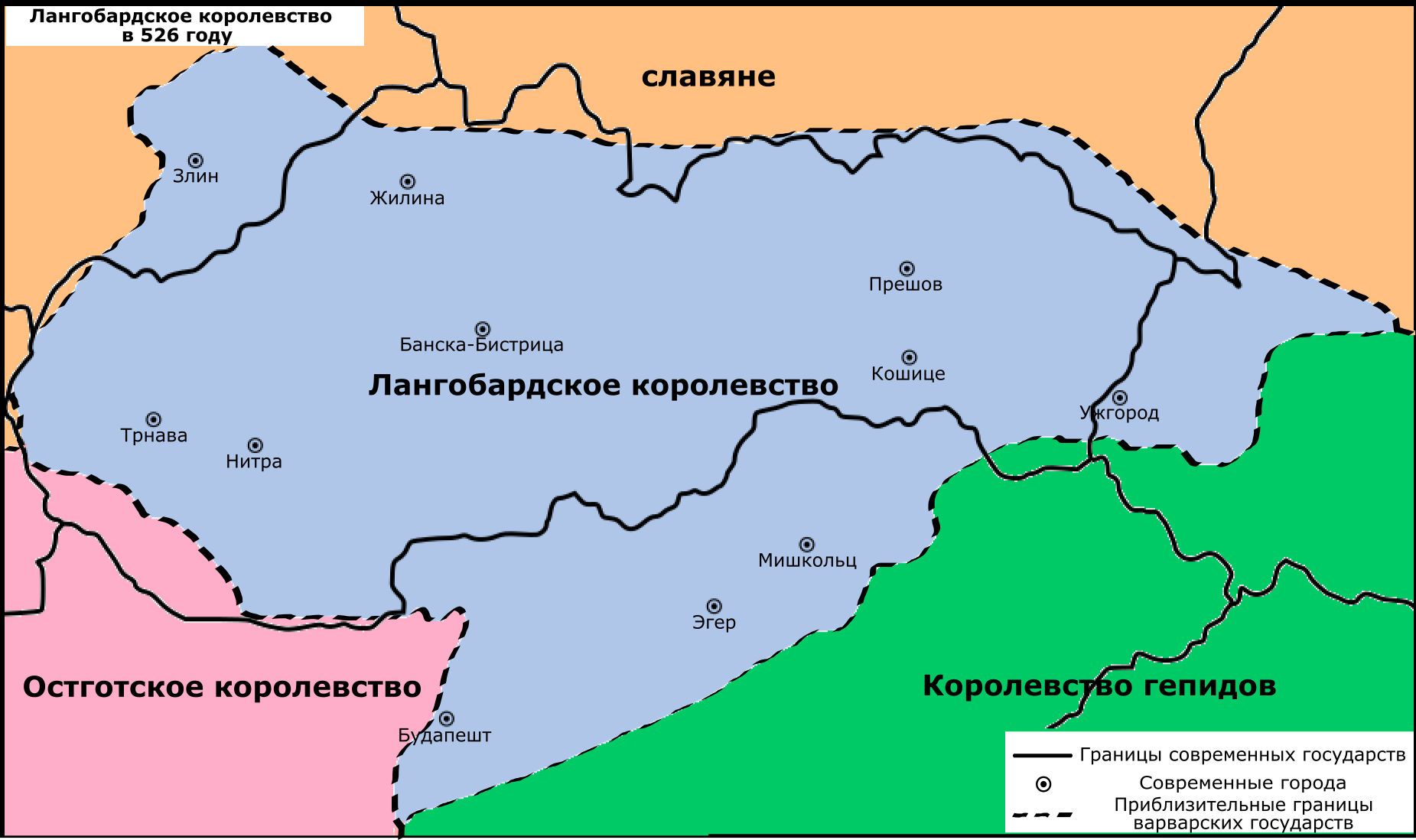
Лангобардское королевство в 526 году

Мения (лат. Menia; умерла после 510) — знатная лангобардка; в первом браке — супруга короля тюрингов Бизина, во втором браке — жена лангобарда из рода Гаузов.

## Биография
О Мении и связанных с нею событиях известно из нескольких раннесредневековых исторических источников. Из них главные — «История лангобардов» Павла Диакона и трактат «Historia langobardorum Codicis Gothani» (переработанное для короля Италии Пипина сочинение «Происхождение народа лангобардов»). Упоминания о Мении, в том числе, связаны с повествованиями о происхождении её внука, лангобадского короля Альбоина, оставившего след в эпосе многих европейских народов (например, в англосаксонской поэме «Видсид»).
Согласно этим источникам, Мения была знатной лангобардкой. Современные историки предполагают, что она могла быть выходцем из семьи правителей этого народа. После того как Базина, первая супруга Бизина, в 463 году бежала от него и стала женой правителя франков Хильдерика I, Мения была выдана замуж за короля тюрингов, став его второй супругой. В этом браке были рождены три сына — Герменефред, Бертахар и Бадерих — и дочь Раникунда. После смерти скончавшегося около 507 года короля Бизина Мения снова возвратилась к своим родственникам лангобардам. Здесь её дочь около 510 года стала первой супругой короля Вахо из династии Летингов. Сама же Мения второй раз вышла замуж за неизвестного по имени члена знатного лангобардского рода Гаузы. В трактате «Historia langobardorum Codicis Gothani» этот супруг Мении упоминается как «король Писса», однако какой статус был у этой персоны в Лангобардском королевстве, неизвестно. Сыном от этого брака был Аудоин, в 546 году сам взошедший на престол Лангобардского королевства.
По мнению Вольфрама Брандеса, Мения также как и её внук Альбоин упоминалась в не дошедших до нашего времени европейских средневековых источниках эпического характера. В том числе, этот историк предположил, что некоторые факты из сказания о великаншах Фенье и Менье могли быть основаны на легендах о королеве тюрингов. Историки указывают на сходство скандинавских преданий о Менье с сохранившимися в житии святого Панкратия Тавроменийского преданиями о Тавре и Мении, мифических основателях Тавромения. Возможно, бытовавшие в Италии легенды о королеве Мении стали известны сначала на Сицилии, а затем благодаря воинам из Варяжской стражи и в Скандинавии. Позднее переработанные скальдами эти предания вошли в «Песнь о Гротти».

## Комментарии
1. ↑  В «Видсиде» Альбоин упоминается под именем Эльфвине, а его отец Аудоин — под именем Эадвине[4].